# Proceso de Creighton
El proceso de Creighton en un método reductivo en química orgánica que consiste en la hidrogenación de un polihidroxialdehído de cadena lineal (Por lo general una aldosa); el ejemplo tipo es la reducción del 2,3,4,5,6-pentahidroxihexanal (o aldohexosa). El producto es el 1,2,3,4,5,6-hexanohexol (o hexitol) ; puede aplicarse a otras aldosas. El producto tiene dos hidrógenos extras: el grupo -CHO es sustituido por -CH2OH.
El proceso Creighton fue patentado en los años 1920s. Para más detalles, véase el enlace externo.